# Паметник на хан Аспарух (Стрелча)
Паметникът на хан Аспарух в град Стрелча е посветен на 1330 години от създаването на българската държава. Открит е по време на Празника на града. Разположен е в центъра на града, в парка срещу кметството.

## История

### Идея и изпълнение
Паметникът е изработен в Монголия и дарен от петима монголски скулптори, които са били студенти в България под наставничеството на известните български творци Величко Минеков и Светлин Русев. „Цялостната идея за този паметник е дело на нашия съгражданин и родолюбец Иван Евстатиев и е плод на традиционно добрите взаимоотношения между Република България и Монголия“ е част от надписа върху паметника – на български и монголски. Проектът е възложен от Иван Евстатиев, кмет на Стрелча, познавайки уменията на някои от тях още от времето, когато е бил посланик в Улан Батор.

### Дарители
Участие в реализацията вземат български и монголски организации, комитети, общественици, държавници и посолствата в София и Улан Батор.

### Материали
Отделните 39 елемента на монумента прелитат близо 9000 км. от Улан Батор, натоварени в два сандъка. Основният материал е произведено в Канада фибростъкло – вид смола, която не гние, не ръждясва, устойчива е на ултравиолетови лъчи и на големи температурни амплитуди. Десетина дни преди откриването на монумента в България пристигат петимата му скулптори, за съединяване на елементите с епоксидна смола.

### Авторски колектив
За изработването на паметника са участвали 15 монголски творци. Авторите скулптори са: Гамбат Хайнзан (ръководител), Илдбаатар Дарисурен, Санчир Дарисурен, Енкхзол Ватжаргал и Енкхбат Тсенджав (изписани и върху паметника).

## Описание
Паметникът, включително стъпалата и постамента, е с височина 681 см – колкото годината на образуването на българската държава. Скулптурата на конника е висока 2,62 m, а на постамента – 4,2 m.
Скулптурата е на войн в бойно снаряжение, ризница, щит и шлем. Въоръжен е с лък, колчан стрели и меч. За лика на хан Аспарух е използвана картина, отпечатана в „История на България“, издадена от БАН. На шлема е поставен знакът на Тангра. Пресъздаденият върху щита „орел от Вознесенка“ всъщност е с византийски произход и погрешно се свързва с хан Аспарух.
Надписът на плочата от лявата страна на конника посочва датата на откриване, идеята, спомоществувателите за построяване на паметника и неговите скулптори. От дясната страна са изписани имената на спонсорите. В предната част стои надписа „Кана субиги Аспарух“.